# Chloropipo
Chloropipo és un gènere d'ocells de la família dels píprids (Pipridae).

## Taxonomia
Segons la Classificació del Congrés Ornitològic Internacional (versió 14.2, 2024) aquest gènere està format per dues espècies:
- Chloropipo flavicapilla - manaquí capgroc
- Chloropipo unicolor - manaquí unicolor